# Hugo Loetscher

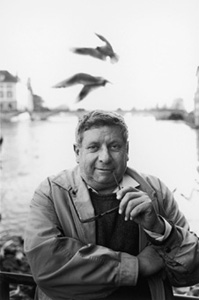
Hugo Loetscher in 1993

Hugo Loetscher (Zürich,  22 december 1929 - aldaar, 18 augustus 2009) was een Zwitsers Duitstalig journalist en schrijver die in Zürich opgroeide.
Loetscher studeerde aan de universiteiten van Zürich en Parijs politieke wetenschappen, sociologie en literatuur. In 1956 promoveerde hij in Zürich tot doctor op Die politische Philosophie in Frankreich nach 1945. Hij ging nadien op reis naar Latijns-Amerika, Oost-Azië, de Verenigde Staten en Brazilië. Sinds 1958 werkte hij als recensent  bij de Weltwoche en de Neue Zürcher Zeitung. Van 1958 tot 1962  was hij literair redacteur bij het maandblad du en van 1964 tot 1969 redacteur van de culturele bijlage. Ook was hij redactielid van de Weltwoche. Sinds 1969 werkte Loetscher als zelfstandig schrijver, criticus en politiek journalist bij de Neue Zürcher Zeitung, de Tagesanzeiger, voor radio en televisie alsmede voor verschillende tijdschriften. Hij schreef talrijke romans, waarvan er verschillende vertaald zijn, onder meer in het Engels, Nederlands en Frans.
Loetscher, die goed bevriend was met de Zwitserse schrijver Friedrich Dürrenmatt, heeft gedurende zijn leven talloze onderscheidingen gehad. Hij stierf in 2009 in Zürich aan een zware hartoperatie.

## Literaire prijzen
- 1964 - Prijs Charles Veillon
- 1966 - Prijs Conrad-Ferdinand-Meyer
- 1972 - Literatuurprijs van de stad Zürich
- 1985 - Schillerprijs
- 1992 - Grote  Schillerprijs voor het geheel van zijn werk

- Biblioteca Nacional de España: XX1003124
- Bibliothèque nationale de France: cb12032652f (data)
- Catàleg d'autoritats de noms i títols de Catalunya: 981058517741906706
- Gemeinsame Normdatei: 118573918
- Historisch woordenboek van Zwitserland: 012082
- International Standard Name Identifier: 0000 0001 1460 1606
- Library of Congress Control Number: n50039534
- Nationale Bibliotheek van Letland: 000170983
- Nationale Bibliotheek van Tsjechië: jo2001100168
- Nationale Bibliotheek van Israël: 987007273395905171
- Nationale Bibliotheek van Polen: a0000002651085
- Nederlandse Thesaurus van Auteursnamen: 070799636
- SNAC: w6j97kvs
- Système universitaire de documentation: 028503449
- Theaterlexikon der Schweiz: Hugo_Loetscher
- Trove: 906957
- Virtual International Authority File: 17238930
- WorldCat: E39PBJk4FHh7bTvyKdff4g9JjC